# 14 tháng 8
Ngày 14 tháng 8 là ngày thứ 226 (227 trong năm nhuận) trong lịch Gregory. Còn 139 ngày trong năm.

## Sự kiện
- 74 TCN – Chỉ sau 27 ngày trị vì, Hoàng đế Lưu Hạ bị Thượng Quan thái hậu phế truất, sau đó Lưu Bệnh Dĩ trở thành hoàng đế mới của triều Hán, tức Hán Tuyên Đế.
- 1524 – Minh Thế Tông cho tống giam một số triều thần quỳ tại Tả Thuận Môn kháng nghị về vấn đề phong hiệu cho thân sinh của hoàng đế.
- 1848 – Quốc hội Hoa Kỳ thông qua đạo luật thành lập chính quyền Lãnh thổ Oregon.
- 1900 – Liên quân tám nước tổng công kích kinh đô Bắc Kinh của triều Thanh nhằm dập tắt Khởi nghĩa Nghĩa Hòa Đoàn, Quang Tự Đế chạy trốn.
- 1916 – Trong Chiến tranh thế giới thứ nhất, Romania tuyên chiến với Áo-Hung, đứng về phe Hiệp Ước.
- 1921 – Với sự hỗ trợ của Liên Xô, Đường Nỗ Ô Lương Hải tuyên bố độc lập khỏi Trung Quốc và lập nên Cộng hòa Nhân dân Tuva.
- 1974 – Nguyên mẫu máy bay ném bom Panavia Tornado tiến hành chuyến bay đầu tiên từ căn cứ không quân Manching, Tây Đức.
- 1980 – Lech Wałęsa' cùng các đồng chí bắt đầu các hành động đình công tại xưởng đóng tàu Gdańsk, dẫn tới việc hình thành phong trào Đoàn kết tại Ba Lan.
- 2010 – Kỳ Thế vận hội trẻ lần đầu tiên khai mạc tại Singapore

## Sinh
- 1771 – Sir Walter Scott, tiểu thuyết gia và thi hoàn người Scotland (m. 1832)
- 1914 – Poul Hartling, Thủ tướng Đan Mạch (m. 30/4/2000)
- 1987 - Đức Bảo, MC người Việt Nam
- 2002 - Huening Kai, ca sĩ, thành viên nhóm nhạc nam Tomorrow X Together

## Mất
- 1175 - Lý Anh Tông, Hoàng đế thứ sáu của nhà Lý, Việt Nam (s. 1136).
- 1826 - Lê Chất, danh tướng triều Tây Sơn, sau theo triều Nguyễn, Việt Nam.
- 1943 - Nguyễn An Ninh, nhà văn, nhà báo, nhà hoạt động cách mạng Việt Nam (s. 1900)